# Atentado à embaixada iraniana em Beirute em 2013
O Atentado à embaixada iraniana em Beirute em 2013 foi um duplo atentado suicida em frente à embaixada iraniana em Beirute, Líbano, em 19 de novembro de 2013. Os dois atentados resultaram em 23 mortes e feriram pelo menos 160 pessoas.

## Antecedentes
As explosões foram vistas como parte do transbordamento da guerra civil síria, na qual o Hezbollah e o Irã apoiaram o governo sírio, enquanto as Brigadas Abdullah Azzam lutaram contra o governo sírio. No mesmo dia do atentado, forças do governo sírio tomaram a cidade de Qarah de combatentes rebeldes, em uma ação de abertura da Batalha de Qalamoun.
O esforço do governo sírio na época, com o forte apoio de combatentes do Hezbollah, para eliminar o reduto rebelde em Qalamoun, uma região ao longo da fronteira libanesa com fortes laços com a cidade sunita libanesa de Arsal, foi previsto por alguns analistas como uma causa para aumentar as tensões dentro do Líbano.

## Atentados
A área imediatamente fora dos portões da embaixada foi atingida por duas explosões consecutivas. A primeira foi relatada como sendo executada por um homem-bomba em uma motocicleta ou a pé. Após pessoas correrem para o local, um veículo 4x4 a dois prédios da embaixada explodiu em uma segunda, mais mortal, explosão. As duas explosões ocorreram com dois minutos de diferença. Seis prédios foram danificados. As bombas destruíram as fachadas de alguns edifícios e danificaram gravemente os portões da embaixada, mas causaram apenas danos menores no edifício da embaixada.

### Vítimas
De acordo com o Ministério da Saúde do Líbano, pelo menos 23 pessoas morreram e 147 ficaram feridas. O adido cultural iraniano Ebrahim Ansari estava entre os mortos, enquanto cinco agentes de segurança iranianos ficaram feridos. Ansari e o embaixador iraniano Ghazanfar Roknabadi estavam programados para deixar a embaixada para uma reunião no Ministério da Cultura do Líbano no momento em que as bombas explodiram. O chefe de segurança da embaixada, um libanês, também foi morto na explosão.

## Reivindicações de responsabilidade
As Brigadas Abdullah Azzam Shaheed, um grupo militante Sunita e islamista, reivindicaram a responsabilidade pelo ataque. O grupo declarou que seus ataques contra o Irã continuariam até que o Irã "retirasse suas forças da Síria". O grupo já havia feito reivindicações falsas no passado.[carece de fontes?] Em 31 de dezembro, fontes confirmaram que autoridades libanesas capturaram Majid bin Mohammad al-Majid, o líder saudita das Brigadas Abdullah Azzam.
O líder do Hezbollah, Hassan Nasrallah, afirmou em uma entrevista televisionada em dezembro que o ataque estava "ligado aos serviços de inteligência da Arábia Saudita" devido à "raiva da Arábia Saudita contra o Irã por seu fracasso" na Síria.

## Reações

### Doméstica
O Hezbollah realizou um funeral público e um comício em Beirute no dia seguinte ao ataque. O vice-líder do Hezbollah, Naim Qassem, prometeu continuar apoiando o governo sírio, afirmando que os ataques no Líbano eram "dores inevitáveis no caminho para a vitória", enquanto os enlutados gritavam "Morte à América, Israel e aos takfiris!".

### Regional
A porta-voz do Ministério das Relações Exteriores do Irã, Marzieh Afkham, culpou Israel pelo ataque, chamando-o de "um crime desumano e um ato odioso realizado por sionistas e seus mercenários". Israel negou qualquer envolvimento.
A Arábia Saudita pediu a todos os seus cidadãos que deixassem o país.

### Outros estados e entidades
Os ataques foram condenados pelo Conselho de Segurança das Nações Unidas, China, França, Síria, Reino Unido e Estados Unidos. Tom Fletcher, o embaixador britânico em Beirute, doou sangue pessoalmente e expressou solidariedade com os afetados.